# Notre Dame Junction
Notre Dame Junction est une municipalité, située sur l'Île de Terre-Neuve, dans la province de Terre-Neuve-et-Labrador, au Canada.
Sa situation géographique en fait le point de départ de plusieurs routes secondaires qui mènent aux villages de pêcheurs de la Cote Nord de l’île.
La gare du Newfoundland Railway a été établie en 1898, lorsque la Reid Newfoundland Company a commencé la construction de la ligne secondaire vers Lewisporte. Elle a été active jusqu'en 1984.

## Municipalités limitrophes